# Арамус
Арамус — село в Котайкском марзе Армении.

## География
Расположено в 43 км к юго-западу от центра марза, на левом берегу реки Гетар. Арамус граничит с общинами Маяковский, Нор Гюх, Котайк, Акунк, Катнахпюр, Камарис, Зовк, Дзорахпюр. Арамус расположен на вулканическом плато Котайк, на высоте 1420 метров над уровнем моря. В восточной части Арамуса возвышается Гегамский вулканический массив, а на северо-востоке — вулканический массив Атис. На территории преобладают горно-степные ландшафты, покрытые бесплодными черноземами. Атмосферные осадки: около 500 мм. Хорошо выражены все времена года. Недра села богаты вулканическими строительными камнями, запасами базальта и туфа.

## История

### Происхождение имени
Объяснение названия села Арамус связано с Ара Прекрасным. По преданию, битва между Ара Прекрасным и Семирамидой (Шамирам) произошла на территории села Арамус. Гора, со склона которой Семирамида наблюдала за битвой, была названа в её честь горой Шамирама. Во время боя Ара Прекрасный был ранен в плечо, и с того дня эта область стала называться плечом Арама, затем Арамусом. Это древнее село упоминается в армянской библиографии с V века под названиями Арамонк, Ерамонс, Арахуиз или Арахус.

### Раннехристианский период
В IV веке село принадлежало Католикосату Эчмиадзина. Церковь, построенную здесь в конце VI века, приписывают армянскому католикосу Овану Одзнецу, от которой сегодня остались только руины.
По мнению Ованеса Драсханакерцу, с тех пор, как христианство было объявлено государственной религией, Арамонк был поместьем католикоса Давида I Арамонца. Он завершил строительство церкви Святого Ншана Циранаворе в родном селе и сделал её католикосанской. Церковь Арамуса была важным церковным центром. Эта церковь считается одним из древнейших образцов армянской планировочной архитектуры. Частично восстановлена.
Вокруг села раскопаны остатки средневековых построек и хачкаров 13-14 веков. К той эпохе относится часовня Святой Мариам Асцвацацин на южном холме села, куда ежегодно в мае совершается паломничество.

## Восстановление села
Арамус был повторно заселен в 1828—1970 годах из армян, переселившихся из Хоя. Первым владельцем села был Асатур, потомок князя Атома Хойецкого, в 1861 году, в связи с приездом в село Акунк католикоса Геворга V и царя Александра II, церковь Святого Акопа была полностью перестроена. В то время по приказу царя вода Акунка по трубопроводу переправлялась в Ереван. Об этом свидетельствует надпись, оставленная на южной двери церкви. Церковь построена в стиле базилики из красного туфа. В алтаре установлена картина Богородицы с младенцем Иисусом. После реконструкции церковь была торжественно переосвящена в 2012 году предводителем Котайкской епархии Аракелом Србазаном. 24 апреля 2015 года, к 100-летию Геноцида армян, под патронажем Грайра Никогосяна во дворе церкви Св. Акопа был установлен хачкар.

## Население
Часть предков переселилась из сел Керс и Шабанлу Хойской провинции Персидской Армении в 1829—1830 годах.
| Год  | Численность | Численность |
| ---- | ----------- | ----------- |
| 1831 | 228         | [ 2 ]       |
| 1873 | 803         | [ 2 ]       |
| 1897 | 1228        | [ 3 ]       |
| 1926 | 1571        | [ 3 ]       |
| 1959 | 1620        | [ 2 ]       |
| 1970 | 2242        | [ 2 ]       |
| 1979 | 2492        | [ 2 ]       |
| 1989 | 3118        | [ 4 ]       |
| 2001 | 3320        | [ 5 ]       |
| 2011 | 3412        | [ 1 ]       |

## Экономика
Население занимается животноводством, выращиванием зерновых, табачных и овощных культур.